# Corybas fanjingshanensis
Corybas fanjingshanensis là một loài thực vật có hoa trong họ Lan. Loài này được Y.X.Xiong mô tả khoa học đầu tiên năm 2007.